# Eleição presidencial do Brasil em São Paulo em 2010
O primeiro turno da eleição presidencial brasileira de 2010 foi realizado em 3 de outubro, como parte das eleições gerais naquele país. Neste pleito, os cidadãos brasileiros aptos a votar escolheram o sucessor do atual presidente, Luiz Inácio Lula da Silva. Nenhum dos candidatos recebeu mais do que a metade dos votos válidos, e um segundo turno foi realizado em 31 de outubro. De acordo com a Constituição, o presidente é eleito diretamente pelo povo para um mandato de quatro anos, podendo ser reeleito uma vez. Lula não pode mais ser candidato, uma vez que foi eleito em 2002 e reeleito em 2006.
Em São Paulo, o candidato tucano, José Serra, recebeu 40,66% dos votos no primeiro turno, a candidata petista, Dilma Rousseff, ficou com 37,31%, enquanto a candidata do PV, Marina Silva, recebeu 20,77% dos votos naquele estado. No segundo turno, José Serra manteve liderança e ficou com 54,05%, enquanto Dilma Rousseff recebeu 45,95% de votos, totalizando 1.846.036 votos de diferença entre os dois. São Paulo foi um dos oito estados em que o candidato do PSDB venceu o pleito no primeiro turno e um dos onze em que o candidato venceu no segundo. No segundo turno, 4,49% dos eleitores anularam seu voto, enquanto 2,53% votaram em branco. Ao todo, 24.488.829 eleitores paulistas foram às urnas na segunda fase da eleição. A abstenção foi de 19,15%.

## Distribuição geográfica dos votos
Serra venceu na capital paulista com 53,65% dos votos. Nos distritos da cidade de São Paulo, Serra liderou nas regiões centrais e na zona norte, enquanto Dilma venceu em regiões mais extremas do território da capital. Em São Bernardo, berço do Partido dos Trabalhadores, Dilma teve 56,21% de votos. A candidata petista também ganhou mais votos em algumas cidades da Região Metropolitana de São Paulo, como Diadema e Embu, enquanto Serra ficou com ampla vantagem na região central do estado. Dilma venceu com ampla vantagem em várias cidades no Vale do Ribeira, enquanto Serra ganhou mais votos em todas as grandes cidades do estado, como Campinas, Guarulhos e a capital. No Vale do Paraíba, Dilma ganhou em seis municípios, como Cunha e Cachoeira Paulista, enquanto Serra teve mais votos nas outras cidades daquela região, como São José dos Campos e Caçapava, algumas com ampla vantagem.